# Niedersächsische Landesmedienanstalt

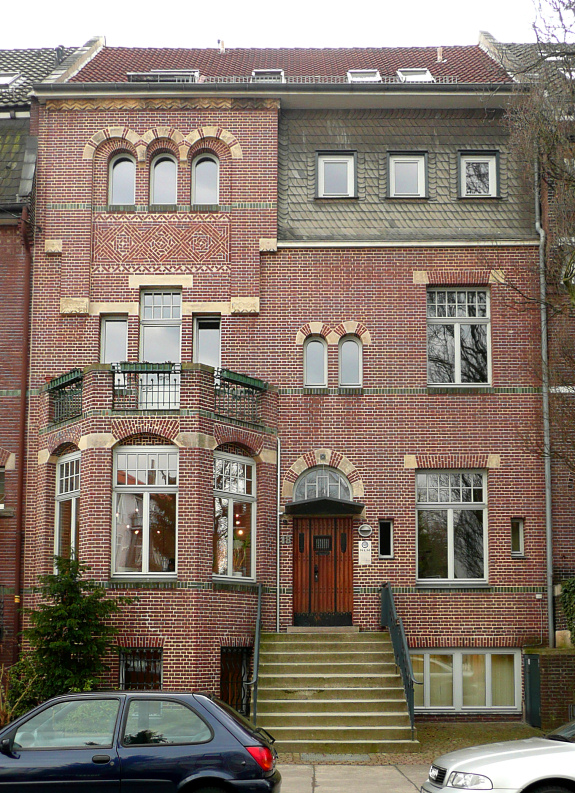
Sitz der Niedersächsischen Landesmedienanstalt in Hannovers Seelhorststraße

Die Niedersächsische Landesmedienanstalt (NLM) mit Sitz in Hannover hat die Entwicklung und Förderung des privaten Rundfunks zur Aufgabe. Sie ist außerdem für Telemedien zuständig, deren Anbieter und Anbieterinnen in Niedersachsen wohnhaft sind oder ihren Sitz in Niedersachsen haben.

## Beschreibung
Die Anstalt des öffentlichen Rechts lizenziert private Hörfunk- und Fernsehanbieter und beaufsichtigt deren Programme. Seit 2003 hat sie auch die Aufsicht in Bezug auf die Einhaltung des Jugendschutzes bei den privaten Anbietern von Telemedien in Niedersachsen. Die NLM fördert den Bürgerrundfunk, engagiert sich bei der Digitalisierung der Rundfunktechnik und initiiert sowie unterstützt Projekte zur Stärkung der Medienkompetenz und Forschungsvorhaben. Sie vergibt jährlich den Niedersächsischen Medienpreis.
Die NLM hat keine Zuständigkeit für den öffentlich-rechtlichen Rundfunk und die Erhebung von Rundfunkbeiträgen.
Die Landesmedienanstalt hat mit dem Direktor und der Versammlung zwei Organe. Die Versammlung besteht aus 38 Mitgliedern, die von den im Landtag vertretenen Parteien sowie den gesellschaftlich relevanten Gruppen gemäß § 39 Niedersächsisches Mediengesetz (NMedienG) entsandt werden.
Die Organisation ist Mitglied in der Arbeitsgemeinschaft der Landesmedienanstalten (die medienanstalten).

## Lizenzierungen Fernsehen
(Quelle: )

### Bundesweite Fernsehprogramme
- RTL Television
- RTL NITRO
- RTL Crime
- RTL Living
- Geo Television
- RTL Passion
- RTLup
- Crime + Investigation
- RTL.de Live
- Now!

### Regionalfenster-Programme
- 17:30 SAT.1 REGIONAL – Das Magazin für Niedersachsen und Bremen
- RTL Nord

### Drittsendezeitenveranstalter im Programm von RTL
(Quelle: )
- sagamedia Film- und Fernsehproduktion GmbH
- Dctp – Development Company for Television Programmes mbH
- solisTV Film- und Fernsehproduktionen GmbH
- Arriba Media GmbH

### Regionale/Lokale Fernsehprogramme
- ems tv
- Friesischer Rundfunk
- Spiekeroog TV
- regiotv

### Teleshopping-Sender
- Channel 21

### Fernsehprogramme im Internet
- #heiseshow
- EWE Baskets eSports

### Bürgerfernsehprogramme
(Quelle: )
- h1 – Fernsehen aus Hannover
- TV38 – Sei dabei, geh auf Sendung!
- oldenburg eins
- Radio Weser.TV Bremer Umland
- Radio Weser.TV Nordenham

## Lizenzierungen Hörfunk
(Quelle: )

### Landesweite Radioprogramme
- radio ffn
- Antenne Niedersachsen
- Radio 21
- Klassik Radio (UKW-Frequenz Hannover)

### Regionale / lokale Hörfunkprogramme
- Radio Hannover
- Radio38
- Radio Osnabrück
- Radio Mittelweser
- Radio Nordseewelle
- Meer Radio

### Bundesweite Hörfunkprogramme
- Radio HCJB Deutschland
- HVJB Bibel Radio (HCJB2)

### Internetradio
- Antenne Niedersachsen
- deutschFM
- radio ffn
- Radio 21
- Channel 80
- Ernst.FM
- Fehnradio
- Hörfunk-radio.de
- MaschseeWelle.de
- Popradio Ostfriesland
- Radio „Schaf und Schnucke“
- Radio Sunrise 202
- singleradiostudio7.com
- Techno4ever
- Radio Irabo – Das Inselradio Borkum
- Wolfsburg.FM
- Radio Monster.FM
- Leine Radio
- Radio Leinewelle
- Radio Bollerwagen
- Radio Krummhörn
- SLMM Radio

### Bürgerradio
(Quelle: )
- Ems-Vechte-Welle (Lingen/Nordhorn/Werlte/Saterland)
- osradio 104,8 (Osnabrück)
- Radio Aktiv
- Radio Jade (Wilhelmshaven)
- Radio Okerwelle (Braunschweig)
- Radio Ostfriesland (Emden/Aurich/Leer)
- Radio Tonkuhle (Hildesheim)
- Radio ZuSa (Uelzen/Lüneburg/Lüchow)
- StadtRadio Göttingen
- oldenburg eins
- Radio Weser.TV Bremer Umland
- Radio Weser.TV Nordenham